# عثمان كامارا
عثمان كامارا (بالفرنسية: Ousmane Camara) هو لاعب كرة قدم غيني في مركز الهجوم، ولد في 28 ديسمبر 1998 في غينيا. لعب مع Eskilstuna City FK ‏.

## وصلات خارجية
- عثمان كامارا على موقع الاتحاد الأوربي (الإنجليزية)
- عثمان كامارا على موقع اتحاد النرويج (النرويجية)
- عثمان كامارا على موقع اتحاد السويد (السويدية)
- عثمان كامارا على موقع قاعدة بيانات كرة القدم.إي يو (الإنجليزية)
- عثمان كامارا على موقع ناشيونال فوتبول تيمز (الإنجليزية)
- عثمان كامارا على موقع Soccerway.com (الإنجليزية)